# Бертяник (струмок)
Бертяник — струмок (річка) в Україні у Тячівському районі Закарпатської області. Права притока річки Бертянки (басейн Дунаю).

## Опис
Довжина струмка приблизно 3,85 км, найкоротша відстань між витоком і гирлом — 3,72  км, коефіцієнт звивистості річки — 1,03 . Формується багатьма гірськими струмками.

## Розташування
Бере початок на південно-західній стороні від гори Причеп (1487,0 м). Тече переважно на північний схід мішаним лісом і у ботанічному заказнику місцевого значення в Україні Бертяник впадає у річку Бертянку, праву притоку річки Брустурянки .